# Bakkafjörðurs flygplats
Bakkafjörðurs flygplats är en flygplats i republiken Island. Den ligger i den nordöstra delen av landet, 400 km nordost om huvudstaden Reykjavik. Bakkafjörðurs flygplats ligger 93 meter över havet.